# Sainte-Marcelline-de-Kildare
Sainte-Marcelline-de-Kildare (AFI: /sɛ̃tmaᴚsɛlindəkildɑᴚ/), antiguamente Radstock, Petit-Moulin, Sainte-Marcelline y Sainte-Marcelline-de- Radstock, es un municipio perteneciente a la provincia de Quebec en Canadá. Forma parte del municipio regional de condado (MRC) de Matawinie en la región administrativa de Lanaudière.

## Geografía
Sainte-Marcelline-de-Kildare se encuentra al noroeste de Joliette, capital de Lanaudière. Limita al norte con Sainte-Béatrix, al noreste con Sainte-Mélanie, al sureste con Saint-Ambroise-de-Kildare, al suroeste con Rawdon y al noroeste con Saint-Alphonse-Rodriguez. Su territorio ocupa un rectángulo de una superficie total de 36,35 km², de los cuales 34,70 km² son tierra firme.

## Urbanismo
El pueblo de Sainte-Marcelline-de-Kildare se encuentra al cruce de la calle Principal (carretera colectora  QC 343 ) y de la ruta du Pied-de-la-Montagne (Pie de la Montaña). Various poblaciones están situadas en el territorio, como Lac-des-Français, Boscoville, Le Faisan-Bleu y Lac-Bleu. La carretera 343 va a Saint-Ambroise-de-Kildare y  Joliette al sur y a Saint-Alphonse-Rodriguez y Sainte-Émélie-de-l’Émergie al norte. La ruta Kildare (carretera regional  QC 348 ) se dirige hacia Rawdon al oeste y hacia Sainte-Mélanie al este.

## Historia
El cantón de Kildare fue creado en 1803. El desarrollo de la población se inició hacia 1820. Molinos fueron construidos entonces en la población que era llamada Petit-Moulin. La oficina de correos de Radstock abrió en 1865. Cambió su nombre para el de Sante-Marcelline-de-Kildare en 1912. La parroquia católica de Sainte-Marcelline, honrando Marcelina de Milán, fue creada en 1927, por escisión de Saint-Ambroise-de-Kildare. El municipio de Sainte-Marcelline-de-Kildare fie instituido en 1956.

## Política
Sainte-Marcelline-de-Kildare es un municipio formando parte del MRC de Matawinie. El consejo municipal se compone del alcalde y de seis consejeros sin división territorial. El alcalde actual (2016) es Gaétan Morin.
|            | 2005-2009                                                                              | 2009-2013                                                                                            | 2013-2017                                                                               |
| Alcalde    | Gaétan Morin                                                                           | Gaétan Morin                                                                                         | Gaétan Morin                                                                            |
| Consejeros | Gilles Arbour Serge Forest Noël Lefebvre Réal Payette Nicolas Robert Sylvain Rouillard | Gilles Arbour Serge Forest Noël Lefebvre Danielle Morin** Réal Payette Sylvain Rouillard* Angèle Roy | Gilles Arbour Shany Leblanc Danielle Morin Réal Payette Carolle Picard Marcel Thériault |

* Consejero al inicio del mandato pero no al fin.  ** Consejero al fin del mandato pero no al inicio. # En el partido del alcalde.
El territorio de Sainte-Marcelline-de-Kildare está ubicado en la circunscripción electoral de Berthier a nivel provincial y de Montcalm  a nivel federal.

## Demografía
Según el censo de Canadá de 2011, Sainte-Marcelline-de-Kildare contaba con 1567 habitantes. La densidad de población estaba de 45,2 hab./km². Entre 2006 y 2011 habría amado un aumento de 144 habitantes (10,1 %). En 2011, el número total de inmuebles particulares era de 947, de los cuales 692 estaban ocupados por residentes habituales, otros siendo desocupados o residencias secundarias.
Evolución de la población total, 1991-2016

## Cultura
Muchos artesanos viven en Sainte-Marcelline-de-Kildare. El Festival des artisans de Sainte-Marcelline (Festival de los artesanos de Sainte-Marcelline) tiene lugar en septiembre desde 1979. La biblioteca municipal es la biblioteca Gisèle Labine.